# 2000 EB97
2000 EB97 är en asteroid i huvudbältet som upptäcktes den 10 mars 2000 av LINEAR i Socorro County, New Mexico.
Asteroiden har en diameter på ungefär 4 kilometer.